# Lee-Enfield
Lee Enfield — різновид британських магазинних гвинтівок.

## Історія прототипа
Перша модель «Лі-Енфілд» з'явилася в 1895 р. Її створили на основі гвинтівки «Лі-Метфорд» зразка 1888 р., L — Lee (ім'я винахідника Джеймса Паріса (англ.), який запропонував вдалу конструкцію коробчатого магазина і затворної групи гвинтівки) і Е — Enfield (тобто Енфілд — назва міста, в якому розташовувалася The Royal Small Arms Factory («Королівська фабрика стрілецької зброї»), що виробляла гвинтівку).
При прийнятті на озброєння цей зразок отримав позначення Lee-Enfield Мк I.
Бойове хрещення гвинтівка отримала під час Другої англо-бурської війни.
У 1903 р. на озброєння британської армії прийняли нову гвинтівку SMLE Мк I. Абревіатура SMLE розшифровується наступним чином: S — short («коротка»), М — magazine («магазинна») Головна її особливість — проміжний між коротким кавалерійським карабіном і повноцінною піхотною гвинтівкою розмір.
У 1907 р. на озброєння була прийнята гвинтівка SMLE Мк III, основна відмінність якої — можливість зарядки за допомогою обойми. Аналогічно модифікували і більш ранні зразки «Лі-Енфілд».
У 1926 р. назву цієї гвинтівки, що чудово зарекомендувала під час Першої світової війни, змінили на SMLE № 1 Мк III згідно з новою системою позначення озброєння британської армії.
В 1941 р. на озброєння надійшла нова гвинтівка сімейства «Лі-Енфілд» — SMLE № 4, яка відзначалася посиленою ствольною коробкою, більш важким стволом, зміненим ложем і діоптричним прицілом. В ході Другої світової війни з'явився також Lee-Enfield № 5 Jungle Carbine — укорочений карабін для ведення бойових дій в джунглях.
В період Афганської війни 1979—1989 рр. гвинтівка широко застосовувалася афганськими душманами у збройній боротьбі з військами об'єднаного контингенту радянських військ в Афганістані. Радянські військовослужбовці називали її «англійська гвинтівка „БУР“» Зафіксований випадок збиття пострілом з «Бура» радянського військово-транспортного вертольота Мі-8

## Опис прототипа
Гвинтівка Лі-Енфілд має поздовжньо-ковзний затвор, вона є універсальним зразком укороченого типу.
- Гвинтівка має п'ять нарізів на стволі, хід лівий, крок 240 мм.
- Затвор побудований за типом гвинтівки Метфорда: замикання здійснюється не у передній, а в середній частині затвора двома бойовими виступами; рукоятка опущена вниз.
- Курок зводиться в бойове положення при закритті затвора.
- Запобіжник має вигляд поворотного важеля, укріплений зліва ствольної коробки.
- Обойма вставна (знімна) на десять патронів.
- На правій стороні ствольної коробки проти вікна розміщений замикач магазина, що служить для замикання патронів в магазині, щоб стріляти, заряджаючи по одному патрону.
- Ложа зроблена з двох окремих частин: ствола і цівки.
- Шийка має пістолетну форму, приклад без миска.
- Усередині приклада розташовані три гнізда: одне служить для дрібної приналежності, а два для полегшення.
- Приклад з'єднаний зі ствольною коробкою поздовжнім болтом.
- Потиличник виготовлений з латуні.
- Шомпола немає.
- Ствольна накладка складається з трьох частин. Антабок для ременя чотири.
- Зліва від ствольної коробки розташоване газовідвідний отвір, а з правого — газовідвідна щілина.

### Багнет
До гвинтівки додається багнет з тесачним клинком, рукоять зроблена з дерева.
- Довжина клинка 430 мм
- Багнет кріпиться до масивного наконечника цівки (не до ствола), носиться окремо від гвинтівки, важить 510 г, піхви для нього — 205 р.
- Досить велика довжина клинка багнета пояснюється прагненням компенсувати невелику загальну довжину Лі-Енфілд 1904.

В пізніших модифікаціях міг застосовуватися і голчастий багнет.

## ТТХ
| Зразок              | No.1 Mk I          | No.1 Mk III        | No.4 Mk I          | No 5 Mk 1          |
| Патрон:             | .303 (7,7×56 mm R) | .303 (7,7×56 mm R) | .303 (7,7×56 mm R) | .303 (7,7×56 mm R) |
| Довжина, мм:        | 1260               | 1132               | 1129               | 1003               |
| Довжина ствола, мм: | 767                | 640                | 640                | 478                |
| Маса, кг:           | 4,19               | 3,96               | 4,11               | 3,24               |

## Модифікації

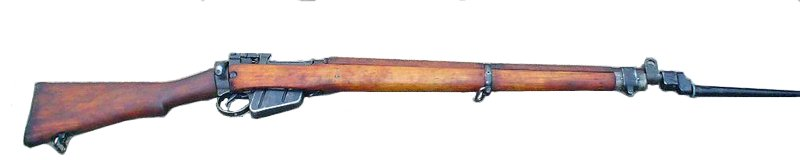
Лі-Енфілд модифікації SMLE No4 Mk1

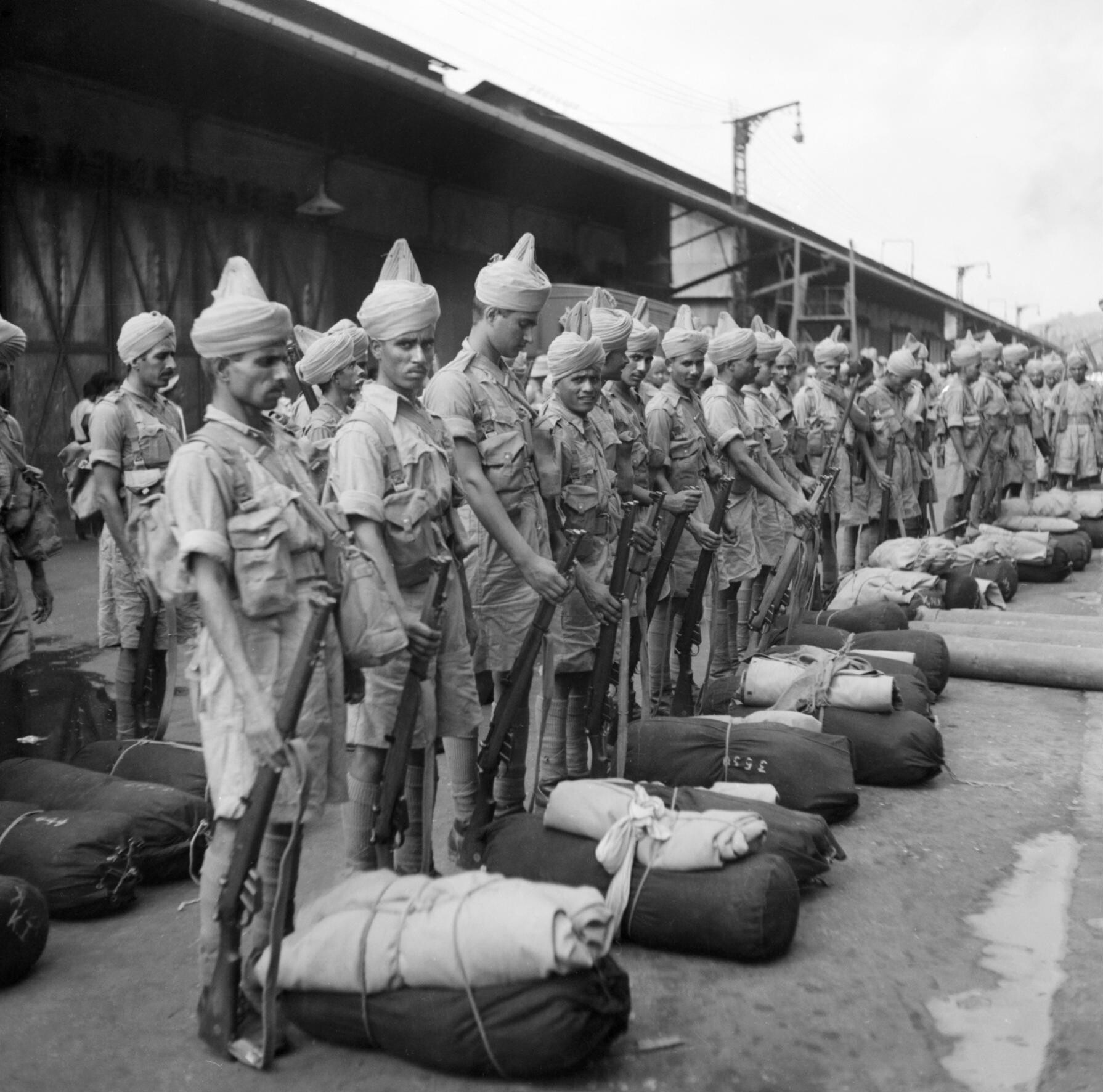
Індійські воїни з Лі-Енфілд

| Модель/Марка                           | Час експлуатації        |
| -------------------------------------- | ----------------------- |
| Magazine Lee-Enfield                   | 1895-1926               |
| Charger Loading Lee-Enfield            | 1906-1926               |
| Short Magazine Lee-Enfield Mk I        | 1904-1926               |
| Short Magazine Lee-Enfield Mk II       | 1906-1927               |
| Short Magazine Lee-Enfield Mk III/III* | 1907 — теперішній час   |
| Short Magazine Lee-Enfield Mk V        | 1923-1926 (Trials Only) |
| Rifle No. 4 Mk I                       | 1939 — теперішній час   |
| Rifle No. 4 Mk I*                      | 1941 — теперішній час   |
| Rifle No 5 Mk I «Jungle Carbine»       | 1944 — теперішній час   |
| Rifle No. 4 Mk 2                       | 1947 — теперішній час   |
| Rifle 7.62 mm 2A1                      | 1965 — теперішній час   |

## Переваги
- Мала довжина і невелика вага.
- Висока скорострільність.
- Магазин на 10 патронів.
- Хороші балістичні дані.
- Приціл відкритого типу і мушка добре захищені від зовнішніх пошкоджень.

## Недоліки
- Зайвий замикач магазина. Прибрано у процесі модернізації.
- Застарілий патрон з закраїною.
- Замикаючі виступи затвора віддалені від патрона, через це ствольна коробка отримує значне навантаження на розтяг.
- Дуже високий рівень шуму.

## Лі-Енфілд в комп'ютерних іграх
- Call of Duty
- Call of Duty: United Offensive
- Call of Duty 2
- Call of Duty 3
- Смерть шпигунам
- Смерть шпигунам: Момент істини
- Battlefield 1942 — у гвинтівці всього 5 патронів, є снайперський варіант.

Гвинтівка Лі-Енфілд в комп'ютерній грі Call of Duty; місія Міст Пегас. Ніч
Medal of Honor: Allied Assault в додатку Spearhead
Місія День десанту (Висадка)

- ArmA 2 Operation Arrowhead — 10 патронів, анімації перезарядки немає, використовується військом Такистана.
- DayZ (модифікація для ArmA 2) — для гри потрібне встановлена ArmA 2 Operation Arrowhead, з якої гвинтівка перенесена. Через абревіатури бувалі гравці її часто називають «смайл».
- Silent Storm — операція «В серці грози»
- Necrovision
- Rimworld
- Sniper Elite 3 — Використовується Лі-Енфілд МК III.
- Battlefield 1

- Гвинтівка Лі-Енфілд в комп'ютерній грі Call of Duty; місія Міст Пегас. НічГвинтівка Лі-Енфілд в комп'ютерній грі Call of Duty; місія Міст Пегас. Ніч
- Гвинтівка Лі-Енфілд в комп'ютерній грі  Medal of Honor: Allied Assault в додатку SpearheadГвинтівка Лі-Енфілд в комп'ютерній грі  Medal of Honor: Allied Assault в додатку Spearhead
- Місія День десанту (Висадка)Місія День десанту (Висадка)

## Лі-Енфілд в світі сучасної зброї
- Незважаючи на те, що гвинтівка знята з озброєння як основна стрілецька зброя ще у 1957 році, Лі-Енфілд мала широке застосування як вторинна гвинтівка піхоти резервних сил, а також використання як снайперська гвинтівка британських збройних сил[2].
- У 2008 році такі країни, як Індія, Пакистан, Непал і Канада, що раніше використовувати гвинтівку Лі-Енфілд як стандартну гвинтівку, прийняли рішення про вилучення цієї зброї з озброєння армії, проте переведення на озброєння поліцейських сил.
- Щодо Канади, канадські рейнджери досі використовують гвинтівку Лі-Енфілд № 4 як табельну гвинтівку.
- У випадку з Індією і Пакистаном, то Лі-Енфілд використовується поліцейськими силами обох країн[3].
- Австралія налагодила модифікацію Лі-Енфілд як зброї для полювання[4].